# 주안 감페르

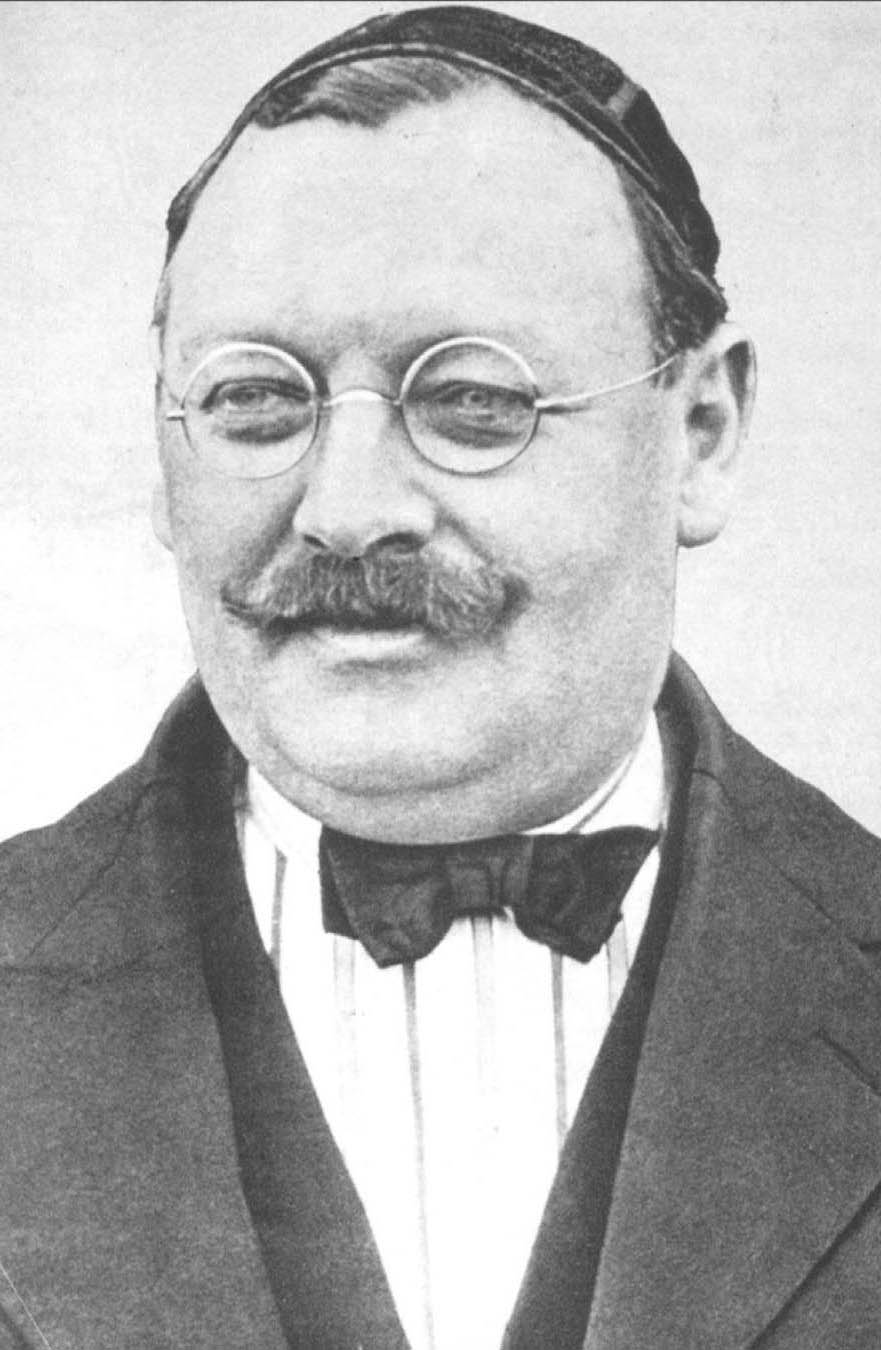

주안 감페르(Joan Gamper, 본명: Hans Max Gamper-Haessig)는 스페인 축구 클럽 FC 바르셀로나의 설립자이자, 초대 회장이다. 1877년 11월 22일에 스위스 비 인테르 투르에서 태어났다. 바르셀로나에서 광고를 통해 선수들을 모은 후 1899년 11월 29일에 FC 바르셀로나를 창단하였다.